# 바게뤼드시

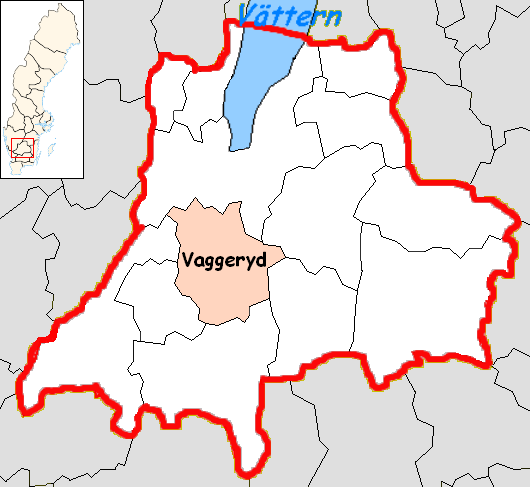
바게뤼드 시의 위치

바게뤼드시(스웨덴어: Vaggeryds kommun)는 스웨덴 옌셰핑주에 위치한 지방 자치체로 행정 중심지는 바게뤼드, 실링아뤼드이며 면적은 858.15km2, 인구는 13,644명(2016년 12월 31일 기준), 인구 밀도는 16명/km2이다.

시 문장